# لاذنية
الفصيلة القريضية أو الفصيلة اللاَّذَنِيَّة فصيلة نباتية تتبع رتبة الخبازيات وتضم أجناساً تجمع 170-200 نوع.

## من أجناسها
- التوبراريا (باللاتينية: Tuberaria)
- الأستب أو الشقواص (باللاتينية: Halimium)
- الرقروق أو القصيص (باللاتينية: Helianthemum)
- القريضة (باللاتينية: Cistus)

## اقرأ أيضاً
- لابذان